# Angeac-Champagne
Angeac-Champagne – miejscowość i gmina we Francji, w regionie Nowa Akwitania, w departamencie Charente.
Według danych na rok 2018 gminę zamieszkiwały 516 osoby, a gęstość zaludnienia wynosiła 36 osób/km² (wśród 1467 gmin regionu Poitou-Charentes Angeac-Champagne plasuje się na 571. miejscu pod względem liczby ludności, natomiast pod względem powierzchni na miejscu 618.).